# Modeselektor
Modeselektor è una band di musica elettronica di Berlino composta da Gernot Bronsert e Sebastian Szary. Il gruppo compone una musica molto eclettica passando dall'IDM, Glitch, Electro, e Hip Hop.

## Storia
Gernot Bronsert si incontra a Berlino nel 1992 con Sebastian Szary che suonava acid house in alcuni party illegali underground. Unite le loro forze, iniziarono a creare musica sotto lo pseudonimo Fundamental Knowledge. Nel 1996 il gruppo si rinominò in Modeselektor, un nome che deriva da una funzione musicale dello strumento della Roland RE-201. Nel 1999 i Modeselektor firmarono un primo contratto per dei remix e iniziarono a lavorare con il collettivo di artisti visuali di Berlino Pfadfinderei. Nel 2000 i Modeselektor incontrarono Ellen Allien ed iniziarono a lavorare con l'etichetta discografica BPitch Control. I Modeselektor sono anche stati coinvolti in progetti e collaborazioni; Moderat - collaborazione musicale tra i Modeselektor e Apparat, Pfadselektor - una collaborazione audio/visuale tra i Modeselektor e Pfadfinderei. Hanno inoltre prodotto delle installazioni sonore al Centre Pompidou a Parigi e al Merz Akademie a Stoccarda.
I Modeselektor sono il gruppo preferito da Thom Yorke (frontman dei Radiohead), che ha consigliato i loro album in alcune interviste ed ha incluso la loro canzone Silikon (dal loro album del 2005 Hello Mom! con la cantante Sasha Perera) in una sua playlist pubblicata su iTunes. Come Moderat (la collaborazione tra i Modeselektor and Apparat) hanno suonato di supporto ai Radiohead durante i loro concerti a Poznań, Polonia e Praga, Repubblica Ceca, nell'agosto del 2009.
Nel marzo 2009 è uscito l'album con Apparat con il nome di Moderat. Collaborazione già nata con l'EP chiamato Auf Kosten Der Gesundheit, uscito in 12'in edizione limitata su BPitch Control nel 2002.

## Discografia

### Album
- Hello Mom! (BPitch Control, 2005)
- Happy Birthday! (BPitch Control, 2007)
- Moderat (BPitch Control, 2009) con Apparat (come Moderat)
- Monkeytown (Monkeytown Records, 2011)
- II (Monkeytown Records, 2013) con Apparat (come Moderat)
- III (Monkeytown Records, 2016) con Apparat (come Moderat)
- Who Else (Monkeytown Records, 2019)

### DJ mixes
- Boogybytes Vol. 3 - Mixed by Modeselektor (BPitch Control, 2007)
- Body Language Vol. 8 (Get Physical, 2009)

### Singoli
- Death Medley (BPitch Control, 2002)
- In Loving Memory (BPitch Control, 2002)
- Ganes De Frau Vol. 1 (BPitch Control, 2003)
- Auf Kosten Der Gesundheit (BPitch Control, 2003) con Apparat (come Moderat)
- Turn Deaf! (BPitch Control, 2004)
- Hello Mom! The Remixes (BPitch Control, 2006)
- Weed Wid Da Macka (Shockout, 2006)
- The Dark Side Of The Sun (BPitch Control, 2007) con Puppetmastaz
- Happy Birthday! Remixes #1 (BPitch Control, 2008), con il brano The White Flash (Trentemøller Remix)
- Happy Birthday! Remixes #2 (BPitch Control, 2008), con il brano The Black Block (Marcel Dettman, Rustie, Bytone Remix).
- Happy Birthday! Remixes #3 (BPitch Control, 2009), con i vari remix del brano 2000007 feat. TTC & Suckerpin.
- Trees (50weapons, 2015) con Paul St. Hilaire

### Multimedia
- Labland (Dalbin, 2005) con Pfadfinderei, DVD
- Mdslktr (BPitch Control, 2005), DVD + CD Box Set